# Calomera aulicoides
Calomera aulicoides es una especie de escarabajo del género Calomera, familia Carabidae. Fue descrita científicamente por J. Sahlberg en 1913.
Esta especie habita en Egipto, Israel, Palestina, Jordán, Siria, Irak, Arabia Saudita e Irán.